# Bill Gairdner
Bill Gairdner, född 19 oktober 1940, död 12 januari 2024, var en friidrottare från Kanada. Han deltog vid olympiska sommarspelen 1964.